# Státní soud na ochranu státu
Státní soud na ochranu státu (srbochorvatsky Državni sud za zaštitu države/Државни суд за заштиту државе, slovinsky Državno sodišče za zaščito države) byl oddělením Kasačního soudu Království Jugoslávie. Sídlil v Bělehradě. Byl zřízen v roce 1929 Zákonem o státním soudu na ochranu státu. Cílem bylo ochraňovat veřejný pořádek a bezpečnost. Soud byl zřízen nedlouho poté, co se v Jugoslávii odehrál v lednu 1929 královský převrat a král se chopil téměř veškeré moci v zemi. 
Soud byl formálně nejvyšším v zemi a proti jeho rozhodnutí nebylo možné odvolání. Soud pracoval v podobě kolektivního rozhodnutí sedmi soudců. Jednotlivé soudce jmenoval jugoslávský král podle návrhu ministra spravedlnosti.
Díky tomuto i dalším zákonům, které byly nedlouho poté vyhlášeny, získala tehdejší vládnoucí skupina okolo krále široké pravomoci. Před tribunálem na ochranu státu stanula řada nepřátel tehdejšího režimu, především členové ilegální komunistické strany. Souzeni byli většinou za urážku krále, královské rodiny nebo narušování veřejného pořádku a státního zřízení.
V letech 1929 až 1941 tento soud odsoudil k trestům odnětí svobody či jiným následující jugoslávské osobnosti: Bane Andreev, Josip Broz Tito, Mirko Bukovec, Petar Grubor, Grga Jankes, Josip Kraš, Salomon Levi, Miloš Matijević, Milan Mijalković, Ivan Milutinović, Marko Orešković, Milorad Petrović, Mile Počuča, Đuro Pucar, Aleksandar Ranković, Mihalj Servo, Trajko Stamenković, Jovan Trajković, Andrija Hebrang, Stevan Čolović, Otokar Keršovani, Marijan Stilinović, Ognjen Prica, Jovan Veselinov, Oskar Davičo, Ivan Marković Irac, Žarko Zrenjanin, Paško Romac, Petko Miletić, Vlatko Maček, Dragoljub Jovanović a další.